# 今井康夫
今井 康夫（いまい やすお、1948年（昭和23年）10月22日 - ）は、日本の経済産業官僚。特許庁長官。住友金属工業副社長からエア・ウォーター社長を経て、エア・ウォーター副会長。

## 来歴
東京大学法学部卒業後、通商産業省に入省。大臣官房審議官、大臣官房地域経済産業審議官、製造産業局長を経て、2003年（平成15年）特許庁長官に就任。
2004年（平成16年）に退官後は、財団法人産業研究所顧問を経て、2006年（平成18年）住友金属工業専務執行役員、2007年（平成19年）同社取締役専務執行役員、2008年（平成20年）同社取締役副社長、2011年（平成23年）からエア・ウォーター代表取締役社長、2017年（平成29年）からエア・ウォーター取締役副会長、2022年（令和4年）からエア・ウォーター相談役。
2019年、瑞宝重光章受章。

## 略歴
- 愛知県出身[4]
- 都立新宿高校卒業
- 1970年（昭和45年） 国家公務員採用上級甲種試験（法律）合格、司法試験第二次試験合格
- 1971年（昭和46年） 6月 東京大学法学部卒業
- 1971年（昭和46年） 7月 通商産業省入省(特許庁総務部総務課[5])
- 1973年（昭和48年） 7月 通商産業省貿易局為替金融課
- 1975年（昭和50年） 2月 経済企画庁総合計画局計画課
- 1976年（昭和51年） 10月 通商産業省貿易局農水産課
- 1978年 (昭和53年) 5月 外務省在イラン大使館二等書記官、一等書記官[5]
- 1981年（昭和56年） 4月 通商産業省基礎産業局鉄鋼業務課長補佐
- 1983年（昭和58年） 5月 同大臣官房総務課長補佐
- 1984年（昭和59年） 5月 資源エネルギー庁長官官房総務課長補佐[5]
- 1985年（昭和60年）5月 石油公団ワシントン事務所長
- 1988年（昭和63年）6月14日 通商産業大臣官房広報課長
- 1989年（平成元年）6月3日 通商産業大臣官房付併任大臣秘書官事務取扱
- 1989年（平成元年）8月 通商産業大臣官房付
- 1990年（平成2年） 6月29日 通商産業省機械情報産業局航空機武器課長
- 1990年（平成2年） 7月10日 内閣官房内閣安全保障室内閣審議官併任
- 1992年（平成4年）6月23日 通商産業省立地公害局環境政策課長
- 1993年（平成5年）7月1日 通商産業省環境立地局環境政策課長
- 1994年（平成6年）7月1日 資源エネルギー庁公益事業部計画課長
- 1995年（平成7年）
  - 5月30日 公益事業部開発課長併任
  - 6月21日 資源エネルギー庁長官官房総務課長
- 1996年（平成8年）
  - 6月25日 通商産業大臣官房総務課長
  - 12月3日 通商産業大臣官房審議官
- 1998年（平成10年）6月19日 資源エネルギー庁石油部長
- 1999年（平成11年）
  - 7月16日 通商産業大臣官房付
  - 9月3日 通商産業大臣官房審議官（環境立地局担当）
- 2001年（平成13年）1月6日 経済産業省大臣官房地域経済産業審議官
- 2002年（平成14年）
  - 7月15日 経済産業政策局地域経済産業政策課長併任
  - 7月16日 経済産業政策局地域経済産業政策課長併任解除
  - 7月30日 経済産業省製造産業局長
- 2003年（平成15年）7月11日 特許庁長官
- 2004年（平成16年）
  - 6月22日 退官
  - 7月1日 財団法人産業研究所顧問
- 2006年（平成18年）7月 住友金属工業株式会社専務執行役員
- 2007年（平成19年）6月 住友金属工業株式会社取締役専務執行役員
- 2008年（平成20年）4月 住友金属工業株式会社取締役副社長
- 2011年（平成23年）6月 エア・ウォーター株式会社代表取締役社長
- 2015年（平成27年）6月 ファナック株式会社社外取締役[6]
- 2017年（平成29年）4月 エア・ウォーター株式会社取締役副会長[7]
- 2022年（令和4年）6月 エア・ウォーター相談役

## 同期入省
- 杉山秀二（通産事務次官）
- 安達俊雄（シャープ副社長、通産省官房審議官、内閣府沖縄振興局長）
- 奥村裕一（貿易経済協力局長）
- 鹿島幾三郎
- 中澤佐市（科技庁原子力局長）
- 木村文彦（中部大阪商品取引所理事長）
- 丸山元喜（日中経済協会専務理事、官房調査統計部長）など